# Мысин, Сергей Юрьевич
Сергей Юрьевич Мысин (род. 16 сентября 1995, с. Мамонтово, Московская область) — российский регбист, Мастер спорта России, фланкер команды «ВВА-Подмосковье».

## Биография

### Клубная карьера
Регби начал заниматься в 10 лет. Первый тренер - Владислав Швечихин. В команде ВВА-Подмосковье с 2013 года. Чемпион России по регби-7 2017 года, призёр Чемпионата России и Кубка России по регби, обладатель Кубка Европейских Чемпионов 2019 года.

### Карьера в сборной
С 2017 по 2018 годы входил в состав сборной России по регби-7. В составе сборной принимал участие в Кубке Мира по регби-7 (2017-2018).